# ألفرد غودوين
ألفرد غودوين (بالإنجليزية: Alfred Goodwin)‏ هو قاضي ومحامي أمريكي، ولد في 29 يونيو 1923 في مدينة بيلينغام في الولايات المتحدة.

## وصلات خارجية
- ألفرد غودوين على موقع إن إن دي بي (الإنجليزية)